# Cristina Rusiecki
Cristina Rusiecki (n. 12 mai 1968, Republica Moldova) este critic de teatru și jurnalist cultural.

## Studii
Cristina Rusiecki a absolvit Facultatea de Litere (Universitatea din București), 1988 și de Teatrologie (U.N.A.T.C.), 1996. A devenit în 1997 Master în Teatrologie, iar în 2007 Doctor în Istoria și Teoria Teatrului, cu o teză despre "Teatrul cruzimii și spectacolele românești ale ultimului deceniu". 

## Activitatea profesională
Cristina Rusiecki si-a inceput cariera de jurnalist cultural ca reporter la emisiunea "Ora 7 Bună dimineața" de la Pro Tv, a devenit producător la emisiunile "Salonul muzical Acasă" cu Iosif Sava, "Millenium" și "Proezia. La Eminescu" și producător Tv al preluării spectacolelor de teatru la aceeași televiziune. Cristina Rusiecki a lucrat apoi la TVR, la emisiunea "Club Art".
Din 2001 ,Cristina Rusiecki scrie consecvent cronică de teatru, având rubrici, pe parcursul timpului, în revistele "Cuvîntul" (2001), "Observator cultural" (2002-2003), "Adevărul literar și artistic" (2005-2008), "Time Out" (2006-2009). Din 2006, Cristina Rusiecki este responsabilă cu cronica de teatru și paginile de artă din revista "Cultura", iar din 2007, secretar general de redacție la aceeași publicație. A colaborat la multe alte reviste culturale sau de profil teatral ca "Teatrul azi", "Contemporanul", "Cotidianul", "Literatorul","Luceafarul", "Flacara, "Okean".
A intervievat personalități de marcă ale culturii românești și străine: Andrei Șerban, Tompa Gábor, Alexander Hausvater, Gigi Căciuleanu, Bocsárdi László, Răzvan Mazilu, Ana Maria Beligan, Andrei Both, Lukas Barfuss, Monique Borie, Aleks Sierz, Nava Semel, Massimo Gerardi, Roberta Levitow, Randy Gener, Peter Gross, Jesper Halle, Jeroen van den Berg, Krisztina de Châtel, Dieter Topp.
În prezent este secretar general de redacție la revista "Cultura" și colaborator la secțiunea Teatru a revistei culturale artactmagazine.ro.